# Клаудия Роси
Клаудия Роси (на английски: Claudia Rossi) е артистичен псевдоним на словашката порнографска актриса Вероника Кожикова, родена на 13 април 1983 година в град Миява, Чехословакия, днешна Словакия.

## Награди и номинации
Номинации
- 2007: Номинация за AVN награда за жена чуждестранен изпълнител на годината.[2]
- 2008: Номинация за AVN награда за най-добра секс сцена в чуждестранна продукция – заедно с Шарка Блу и Бен Кели за изпълнението им на сцена във филма „Maison Erotique“.[3]
- 2008: Номинация за CAVR награда за звезда на годината.[4]
- 2009: Номинация за AVN награда за жена чуждестранен изпълнител на годината.[5]